# ダイアナ・ラッセル
ダイアナ・エリザベス・ハミルトン・ラッセル（Diana Elizabeth Hamilton Russell、1938年11月6日 - 2020年7月28日）は、南アフリカ共和国出身のラディカル・フェミニストである。主にアメリカ合衆国で活動している。彼女は1980年代からの性的虐待の問題の表面化を助けた。

## 研究
女性に対する性暴力の問題を訴え、サンフランシスコの女性たち930人に対する電話調査を行った。その結果女性の16%が18歳までに近親姦の被害に遭っており、父親からの場合は4.5%という調査結果を得た。また、同調査では女性の38%が18歳までに身体接触性の性的虐待を、非接触も含めば54%に達するとなった。また、彼女は性的虐待の程度を最重度（膣挿入、性器接吻、肛門挿入）、重度（膣への指挿入、裸の胸への愛撫）、軽度（強制的なキス、衣服を着たままの意図的タッチング）に分けた。この基準で近親姦を見た場合それぞれ23%、41%、36%と出た。
これ以前にもキンゼイ報告で性的虐待の問題はある程度取り上げられていたが、さほど注目されたわけではなく、フェミニズム運動で最もよく取り上げられる近親姦の発生率調査となった。

## 著書
- 「The Secret Trauma: Incest in the Lives of Girls and Women」 ISBN 0-465-07595-9＝「シークレット・トラウマ少女・女性の人生と近親姦」（著者：ダイアナ・ラッセル、監訳：斎藤学、訳：白根伊登恵・山本美貴子）ISBN 4-938844-54-0